# Chamanthedon gaudens
Chamanthedon gaudens is een vlinder uit de familie wespvlinders (Sesiidae), onderfamilie Sesiinae.
Chamanthedon gaudens is voor het eerst wetenschappelijk beschreven door Rothschild in 1911. De soort komt voor in het Neotropisch gebied.